# Real Sociedad Fotográfica de Zaragoza
La Real Sociedad Fotográfica de Zaragoza (R.S.F.Z.) es una Sociedad de fotógrafos de Zaragoza fundada en 1922. Promueve y fomenta el arte fotográfico en Aragón. Está integrada en la Federación de Agrupaciones Fotográficas del Ebro, Confederación Española de Fotografía, Federation Internationlale de l'Art Photographique y el Sindicato de Iniciativa y Propaganda de Aragón. A mediados de los años 80, S.M. el rey Juan Carlos I de España otorgó el Título de Real a la Sociedad Fotográfica de Zaragoza.

## Historia

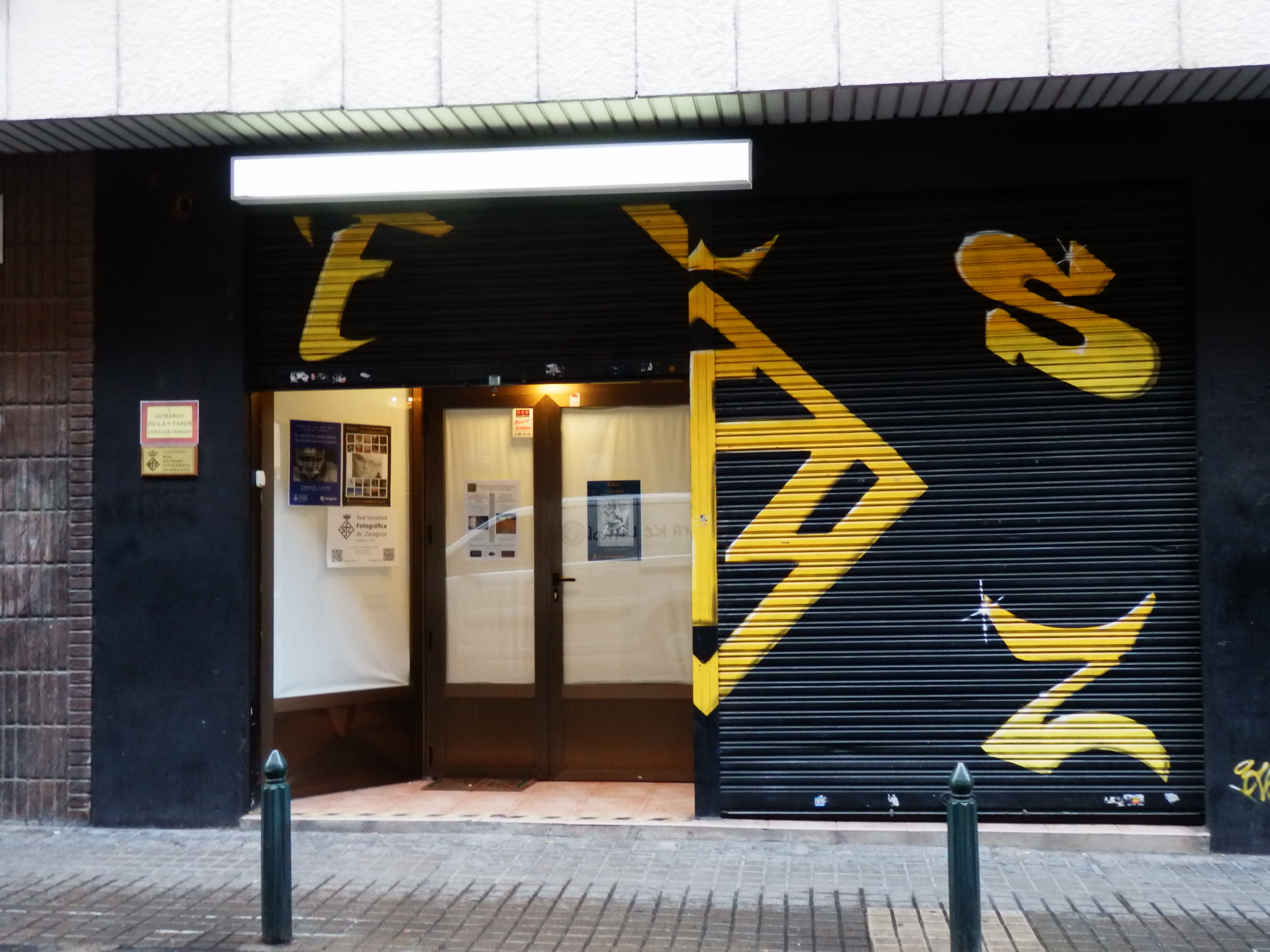
Sede actual de la Real Sociedad Fotográfica de Zaragoza en la calle Luis del Valle.

### Fundación de la Sociedad
La Sociedad Fotográfica Zaragoza (S.F.Z.) se fundó el 12 de noviembre de 1922 en el café Gambrinus (cafetería situada en la Plaza España, en la actual Diputación de Zaragoza). Se fueron celebrando varias reuniones, hasta que el 26 de mayo de 1923 el Gobierno Civil aprobó los estatutos.
El 23 de junio de 1923 se reunieron Julio Requejo, Gabriel Faci, Francisco Rived y Manuel Lorenzo Pardo, presidente de la Junta Organizadora, que en esa reunión fue nombrado oficialmente Presidente de la Sociedad.
Algunos de ellos habían tenido participación en una sociedad fotográfica de la cual queda muy poca información, y también en una Sociedad Fotográfica de Aragón, de la que muchos de sus miembros pasarían a ser miembros de la Junta de la S.F.Z.

### Primeros años (1922-1932)
La primera sede de la sociedad estuvo ubicada en la Calle Cuatro de Agosto, en el mismo edificio donde está el café teatro El Plata.
Durante sus primeros años la Sociedad tuvo como finalidad fomentar la afición a la fotografía. Se hicieron cursos de laboratorio para los socios de la sociedad, impartidos por el Dr. Vecino, especializado en cromofotografía, el Dr. García Burriel en estereoscopía, el Dr. Galiay, en aplicaciones científicas de la fotografía y los fotógrafos Muro y Savignac.
En 1923 en Madrid se celebró una reunión en la Real Sociedad Fotográfica (Madrid), a la que fueron invitadas la Real Sociedad Fotográfica de Peñalara, la Sociedad Fotográfica del Ateneo de Gijón y la Sociedad Fotográfica de Zaragoza.
En esta reunión, a propuesta de la S.F.Z., se propuso crear una federación que actualmente es la Confederación Española de Fotografía.
En 1925 Manuel Lorenzo Pardo propuso hacer el Salón Internacional de Fotografía de Zaragoza, hoy denominado Salón Internacional de Fotografía de Otoño en Zaragoza y es el salón de fotografía más antiguo de España y el tercero del mundo.
El segundo presidente de la sociedad fue Andrés Giménez Soler que, tras un período de tiempo, volvió a ser sustituido por Manuel Lorenzo Pardo.

### II República, Guerra civil y posguerra (1932-1960)
Hasta 1934 el Salón Internacional tomó bastante fama. En ese año el catálogo del X salón llegó a tener un centenar de fotografías.
Durante la Guerra Civil también se celebró y Antonio Gracia Pascual y Pascual Nogueras sacaron adelante el Salón durante la posguerra. Durante esos años se celebraron en los locales del periódico Heraldo de Aragón, ya que el socio Pascual Martín Triep era el director del diario.
La sede se trasladó a la Plaza de Sas.
A partir de 1946 el Salón Internacional se celebró durante las Fiestas del Pilar en la Feria Oficial y Nacional de Muestras (actualmente sede de la Cámara de Comercio de Zaragoza). Durante esa época la Sociedad tuvo poca actividad ya que solo organizaba El Salón Internacional.
Los fotógrafos más destacados de esa época son Eduardo Cativiela, Aurelio Grasa, Joaquín Gil Marraco, Juan Mora Insa, Guillermo Fatás Ojuel, Mermanol Valenzuela, Luis García Garrabella, José Luis Gota, Julio Requejo, Jalón Ángel.

### Aires nuevos (1960-1980)
Los años 60 se caracterizaron por la entrada de nuevas generaciones que hicieron resurgir la S.F.Z.. Introdujeron en la sociedad nuevas tendencias Joaquín Alcón, José Luis Pomarón, Ángel Duerto, Carmelo Tartón, José Antonio Duce, Gregorio Borao, Vicente Vilas y Víctor Monreal.
En 1967 y bajo la presidencia de Joaquín Gil Marraco se creó el Salón de Primavera.
En 1968 fue nombrado presidente José Antonio Duce, que celebró el cincuenta aniversario con una exposición antológica y la publicación del libro 50 años de Fotografía en Zaragoza, libro de referencia de la fotografía de la época y de la Historia de la Sociedad Fotográfica de Zaragoza. 
Comenzó la edición impresa de un boletín.
Durante los 70 hubo varios presidentes que modernizaron la sociedad.
Durante esta época se trasladó la sede de la Calle Concepción Arenal al número 18 de la Plaza de San Francisco, donde se mantuvo hasta 2009 en que se trasladó a la ubicación actual.

### De los 80 a la actualidad
En junio de 1980 se redactaron unos nuevos estatutos para poner al día los estatutos de 1923. Los concursos sociales hicieron emerger nuevos valores a la S.F.Z.
Durante la década de los 80 se participó activamente en la Confederación Española de Fotografía y se creó la Federación de Sociedades Fotográficas del Ebro.
En 1989 se celebró el 150 aniversario del descubrimiento de la fotografía por Nicéphore Niepce y Louis Jacques Daguerre.
Coincidiendo con el 75 aniversario de la sociedad, S.M. Don Juan Carlos, otorgó el título de Real a la sociedad pasando a denominarse Real Sociedad Fotográfica de Zaragoza.
Los fotógrafos destacados de los 80 fueron José Luis Cintora, Miguel Ángel Ansón, José Verón, Francisco Esteva, Juan José Domingo, Alberto y Julio Sánchez.
En los primeros días de noviembre de 1991 se celebró en el Monasterio de Piedra el VI Congreso Nacional de Fotografía de la CEF, en el que se celebraron unas jornadas y una exposición sobre la fotografía en los años 80.
En los 90 algunas crisis por posturas críticas hicieron que muchos socios abandonaran la Sociedad.
En 1994 la Fundación Banesto financió la contratación de dos becarios para catalogar la fototeca y las fotografías existentes hasta aquella época.
A partir del siglo XXI se crearon grupos independientes para trabajar a su estilo, Grupo Cierzo, Grupo Zaragoza Calle a Calle, fotocierzo8, Ojos de Mujer y 1000Miradas.
En 2007 se hizo cargo de la presidencia Alberto Sánchez Millán, que trabajó para acercar la R.S.F.Z. a la sociedad zaragozana con actividades, actualizar el Salón Internacional y mejorar el boletín en un nuevo formato en forma de revista llamado Sombras.foto (subvencionada por el Gobierno de Aragón hasta 2010).
En 2009 al fallecer Alberto Sánchez, se hizo cargo de la presidencia su hermano Julio Sánchez.
En 2009 se trasladó la sede a la calle Luis del Valle, 2-4-6.
Con el Ayuntamiento  de Zaragoza se firmó un convenio-cesión de unos locales para el acondicionamiento seguro de los archivos, biblioteca, fototeca y equipos fotográficos que la sociedad fotográfica había ido coleccionando a lo largo de su existencia.
En noviembre de 2011 se celebró el XXVII Congreso Nacional en el Palacio-Museo Pablo Gargallo.
En 2012, la R.S.F.Z. inauguró una exposición del fotógrafo hispano-germano Gustavo Freudenthal que era desconocido hasta la fecha por falta de investigación. Fue formado en Barcelona y Madrid y vivió en Zaragoza entre 1906 y 1930.

## Presidentes de la Real Sociedad Fotográfica de Zaragoza
|       | Presidente                  | Entrada | Salida     |
| ----- | --------------------------- | ------- | ---------- |
| 1.º   | Manuel Lorenzo Pardo        | 1923    | 1925       |
| 2.º   | Andrés Giménez Soler        | 1925    | 1927       |
| Func. | Eduardo Cativiela Pérez     | 1927    | 1927       |
| 3.º   | Manuel Lorenzo Pardo        | 1927    | 1932       |
| 4.º   | Lorenzo Almarza Mallaina    | 1932    | 1967       |
| 5.º   | Joaquín Gil Marraco         | 1967    | 1968       |
| 6.º   | José Antonio Duce           | 1968    | 1973       |
| 7.º   | Rafael Navarro Garralaga    | 1973    | 1975       |
| 8.º   | José Luis Marín             | 1975    | 1976       |
| 9.º   | Ángel Duerto Oteo           | 1976    | 1978       |
| 10.º  | Carmelo Tartón              | 1978    | 2007       |
| 11.º  | Alberto Sánchez Millán      | 2007    | 2009       |
| 12.º  | Julio Sánchez Millán        | 2009    | 2022       |
| 13.º  | José Ignacio García Palacín | 2022    | Actualidad |